# خطة المآذن العالية

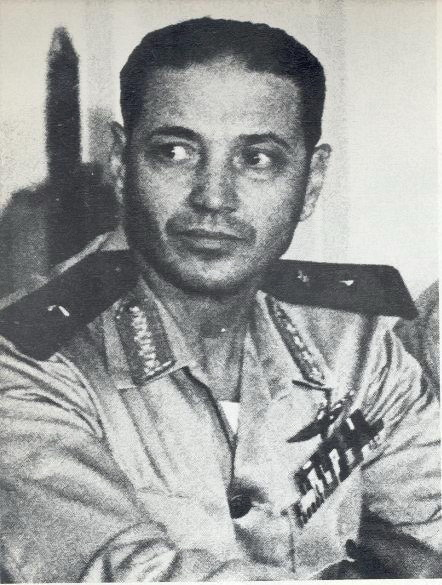
الفريق سعد الشاذلي رئيس أركان حرب القوات المسلحة المصرية المخطط الرئيسي لعملية بدر

خطة المآذن العالية خطة عسكرية أعدتها رئاسة أركان حرب القوات المسلحة المصرية في أغسطس 1971 أي بعد تعين الفريق سعد الشاذلي رئيسا للأركان في مايو 1971. وخطة «المآذن العالية» هي أول خطة هجومية تضعها القوات المسلحة المصرية بعد هزيمة عام 1967. طبقت الخطة في حرب أكتوبر خلال عملية بدر بعد أن عدل اسمها إلى «خطة بدر» في سبتمبر 1973 أي قبل نشوب الحرب بشهر.
الهدف الأساسي لخطة المآذن العالية هو عبور قناة السويس، وتدمير خط بارليف واحتلاله، ثم اتخاذ أوضاع دفاعية على مسافة تتراوح بين 10 – 12 كم شرق القناة وهي المسافة المؤمنة بواسطة مظلة الصواريخ المضادة للطائرات، وتتألف القوة المهاجمة من خمس فرق مشاه بإجمالي قوات يصل لـ 120 ألف جندي. وتتمسك القوات المرابطة في شرق القناة بالأرض وتصد هجمات العدو وتكبده أكبر خسائر ممكنه في حين تبقى فرقتين ميكانيكيتين غرب القناة إضافة إلى فرقتين مدرعتين على بعد 20 كم من غرب القناة كاحتياطي تعبوي لفرق المشاة الخمس فضلا عن احتياطي القيادة العامة المؤلف من 3 ألوية مدرعة وفرقة ميكانيكية. وقد روعي في فرقة مشاة أن تكون قادرة على صد فرقة مدرعة إسرائيلية من 3 ألوية مدرعة.

## الخلفية التاريخية
بعد هزيمة عام 1967 لم يكن للقوات المسلحة المصرية أي خطة عسكرية هجومية وكل ما تملكه هو خطة دفاعية تسمى «الخطة 200» إضافة إلى خطة تعرضية تسمى «جرانيت» تشمل القيام بغارات على مواقع العدو في سيناء لكنها لم تكن بالمستوى الذي يسمح بإطلاق اسم خطة عليها.
بعد تعيين الفريق سعد الشاذلي رئيسا لأركان حرب القوات المسلحة شرع في وضع خطة هجومية وفق إمكانات القوات المسلحة وعرض الشاذلي الخطة على القائد العام للقوات المسلحة الفريق أول محمد أحمد صادق الذي عارض الخطة بحجة أنها لا تحقق أي هدف سياسي أو عسكري، فمن الناحية السياسة فهي لن تحقق شيئا وسوف يبقى 60,000 كيلومتر مربع من أرض سيناء تحت سيطرة إسرائيل أما عسكريا فهي ستخلق للجيش المصري موقفا صعبا بدل من الموقف الحالي الذي يعتمد على القناة كمانع طبيعي في حين أن خطوط المواصلات عبر الجسور المقامة في القناة ستكون تحت رحمة الطيران الإسرائيلي.
وتضمنت أفكار الفريق أول محمد صادق بالقيام بعملية هجومية تدمر القوات الإسرائيلية في سيناء وتتقدم إلى المضائق ومنها إلى غزة كان رد الشاذلي على مقترحات محمد صادق أن يود القيام بذلك إلا أن هذا فوق قدرات القوات المسلحة.
وبعد نقاشات مطولة بين الشاذلي ووزير الحرب محمد صادق خلال جلسات وأيام توصل الشاذلي إلى حل وسط وهو إعداد خطتين الأولى تهدف إلى احتلال المضائق أطلق عليها اسم العملية 41 والثانية تهدف إلى الاستيلاء على خط بارليف وأُطلق عليها اسم «المآذن العالية».

## الخطة
يوضح الفريق الشاذلي جوهر خطة المآذن العالية:
بسبب ضعف قواتنا الجوية وضعف إمكاناتنا في الدفاع الجوي ذاتي الحركة يمنعنا من أن نقوم بعملية هجومية كبيرة.. ولكن في استطاعتنا أن نقوم بعملية محدودة، بحيث نعبر القناة وندمر خط بارليف ونحتل من 10 إلى 12 كيلومترا شرق القناة. ونتحول بعد ذلك لأخذ مواقع دفاعية ".
كانت فلسفة هذه الخطة تقوم على أن لإسرائيل مقتلين:
- المقتل الأول : هو عدم قدرتها على تحمل الخسائر البشرية نظرًا لقلة عدد أفرادها.
- المقتل الثاني : هو إطالة مدة الحرب، فهي في كل الحروب السابقة كانت تعتمد على الحروب الخاطفة التي تنتهي خلال أربعة أسابيع أو ستة أسابيع على الأكثر؛ لأنها خلال هذه الفترة تقوم بتعبئة (18%) من الشعب الإسرائيلي وهذه نسبة عالية جدًّا. ثم إن الحالة الاقتصادية تتوقف تمامًا في إسرائيل والتعليم يتوقف والزراعة تتوقف والصناعة كذلك؛ لأن معظم الذين يعملون في هذه المؤسسات في النهاية ضباط وعساكر في القوات المسلحة؛ ولذلك كانت خطة الشاذلي تقوم على استغلال هاتين النقطتين.
- الخطة كان لها بعدان آخران على صعيد حرمان إسرائيل من أهم مزاياها القتالية يقول عنهما الشاذلي:

«عندما أعبر القناة وأحتل مسافة بعمق (10) (12) كم شرق القناة بطول الجبهة (حوالي 170 كم) سأحرم العدو من أهم ميزتين له»:
- الميزة الأولى : تكمن في حرمانه من الهجوم من الأجناب؛ لأن أجناب الجيش المصري ستكون مرتكزة على البحر المتوسط في الشمال، وعلى خليج السويس في الجنوب، ولن يستطيع الهجوم من المؤخرة التي ستكون قناة السويس، فسيضطر إلى الهجوم بالمواجهة وعندها سيدفع الثمن فادحًا".
- الميزة الثانية : يتمتع العدو بميزة مهمة في المعارك التصادمية، وهي الدعم الجوي السريع للعناصر المدرعة التابعة له، حيث تتيح العقيدة القتالية الغربية التي تعمل إسرائيل بمقتضاها للمستويات الصغرى من القادة بالاستعانة بالدعم الجوي، وهو ما سيفقده لأني سأكون في حماية الدفاع الجوي المصري، ومن هنا تتم عملية تحييد الطيران الإسرائيلي خلال المعركة.